# Sphenomorphus stellatus
Espèce
Synonymes
- Lygosoma stellatum Boulenger, 1900
- Lygosoma annamiticum Boettger, 1901

Sphenomorphus stellatus est une espèce de sauriens de la famille des Scincidae.

## Répartition
Cette espèce se rencontre :
- au Cambodge ;
- au Viêt Nam ;
- en Thaïlande ;
- en Malaisie péninsulaire ;
- sur l'île de Bornéo.

## Publication originale
- Boulenger, 1900 : Description of new batrachians and reptiles from Larut Hills, Perak. Annals and Magazine of Natural History, sér. 7, vol. 6, p. 186-193 (texte intégral).